# Upton (Texas)
Upton è una comunità non incorporata degli Stati Uniti d'America, situata nella contea di Bastrop dello Stato del Texas. Secondo il censimento effettuato nel 2000 abitavano nella comunità 25 persone.

## Geografia
La comunità è situata a 30°00′41″N 97°15′51″W, 7 miglia a sud di Bastrop, nella parte centrale della contea.